# Bargouzine
La Bargouzine (en russe : Баргузин) est une rivière de Russie, qui coule en Sibérie orientale, en république de Bouriatie. C'est un affluent du lac Baikal, donc un sous-affluent de l'Ienisseï. Les eaux du lac Baïkal se déversent en effet dans l'Angara, lui-même affluent de l'Ienisseï.

## Géographie
La Bargouzine est longue de 480 km. Son bassin versant a une superficie de 21 100 km2. Son débit moyen est de 130 m3/s. Elle est navigable sur 204 km.
La rivière prend sa source dans les monts Ikat, à 230 km à vol d'oiseau à l'est du lac Baïkal, à peu de distance de la source de la Tsipa, sous-affluent de la Léna. La rivière coule d'abord en direction du nord-ouest puis effectue un coude pour continuer vers le sud-ouest en s'engageant dans la plaine de Bargouzine. Dans cette vallée d'une longueur de 200 km de long et de 35 km de large, enserrée à une altitude de 500-600 mètres entre les monts Ikat au sud-est et les monts Bargouzine au nord-ouest, le cours de la rivière effectue des méandres et se divise en bras. Dans cette région marécageuse, comptant plus de 1 000 lacs, a été créé en 1916 la Réserve naturelle de Bargouzine (6 470 km2) et la réserve naturelle Djerguinski de 2 387 km2, toutes deux réputées pour leur population de zibelines. La zone marécageuse prend fin aux abords de la ville de Bargouzine où la rivière poursuit son cours pour se jeter une cinquantaine de kilomètres en aval dans le baie de la Bargouzine, sur la rive orientale du lac Baïkal, au niveau de la ville d'Oust-Bargouzine.
La rivière a donné son nom à un vent violent, le « vent de la Bargouzine », qui souffle depuis la vallée du même nom dans le lac Baïkal.

## Affluents
- L'Argada (Аргада) lui apporte ses eaux en rive gauche un peu en amont de la localité d'Elysoun.
- L'Ina (Ина) (en rive gauche également) est son plus important affluent.

## Hydrométrie et débits
Le débit de la Bargouzine a été observé pendant 63 ans (entre 1934 et 1997) à Bargouzine, localité située à 56 kilomètres de son embouchure dans le lac Baikal.
Le module observé à Bargouzine durant cette période était de 123 m3/s pour une surface de drainage prise en compte de 19 800 km2, soit près de 94 % du bassin versant total de la rivière. La lame d'eau écoulée dans le bassin atteint ainsi le chiffre de 196 millimètres par an, ce qui doit être considéré comme modéré dans le contexte des affluents du lac Baïkal, caractérisé par un écoulement généralement plutôt élevé.
Rivière alimentée en grande partie par les pluies en été et en automne, mais aussi par la fonte des neiges, la Bargouzine est un cours d'eau de régime pluvio-nival.
Les hautes eaux se déroulent en fin de printemps et en été, de juin à septembre inclus. Au mois d'octobre et aussi de novembre, le débit baisse fortement, ce qui constitue le début de la période des basses eaux. Celle-ci a lieu de novembre à avril inclus et correspond aux gels de l'hiver qui s'abattent sur toute la Sibérie.
Le débit moyen mensuel observé en mars (minimum d'étiage) est de 28,1 m3/s, soit 11 % du débit moyen du mois de juin (247 m3/s), ce qui montre l'amplitude assez modérée des variations saisonnières, du moins dans le contexte sibérien où les écarts sont souvent très importants. Ces écarts de débit mensuel peuvent cependant être plus marqués d'après les années : sur la durée d'observation de 63 ans, le débit mensuel minimal a été de 16,4 m3/s en mars 1945, tandis que le débit mensuel maximal s'élevait à 710 m3/s en juin 1936.
En ce qui concerne la période estivale, la plus importante car libre de glaces (de mai à octobre inclus), le débit minimal observé a été de 77,0 m3/s en septembre 1942, ce qui était, à vrai dire, encore plus que confortable. Un débit mensuel estival inférieur à 80 m3/s est fort exceptionnel.